# Małoje Kalinnikowo
Małoje Kalinnikowo (ros. Малое Калинниково) – wieś w Rosji, w rejonie czerepowieckim obwodu wołogodzkiego. W 2010 liczyła 1 mieszkańca.